# زايد العامري
زايد العامري (مواليد 14 يونيو 1997، لاعب كرة قدم إماراتي يجيد اللعب في الهجوم مع نادي الجزيرة في دوري الخليج العربي الإماراتي .

## روابط خارجية
- زايد العامري على موقع ناشيونال فوتبول تيمز (الإنجليزية)
- زايد العامري على موقع Soccerway.com (الإنجليزية)